# 近藤真彦 武道館 2
『近藤真彦 武道館 2』（こんどうまさひこ ぶどうかん ツー）は、近藤真彦2本目のライブ・ビデオ。

## 概要
同年3月29日に日本武道館で行われたコンサートを収録。本作に先駆けて発売された『近藤真彦 武道館』と同日での公演ではあるが収録曲の被りは少ない。2021年4月時点で未DVD化。

## 収録曲
1. スニーカーぶる〜す
2. ブルージーンズメモリー
3. ロイヤル・ストレート・フラッシュ〜インタビュー「ファンへの自分の気持」
4. 風のドライブイン
5. TOKYO NIGHT〜スタッフとの打合せ
6. ロックンロール1984
7. お祭りマンボ
8. チャイナ・ガール〜ステージ・ハイライト・シーン
9. MOMOKO
10. ロッキン・マイ・ハート
11. ギンギラギンにさりげなく
12. 一番野郎
13. 情熱☆熱風☽せれなーで〜マッチ・コール
14. ホームタウン・ジェニー
15. ホンキー・トンク・ウィメン